# Joseph Laurent
Pour les articles homonymes, voir Laurent.
| (51) Nemausa | 22 janvier 1858 |

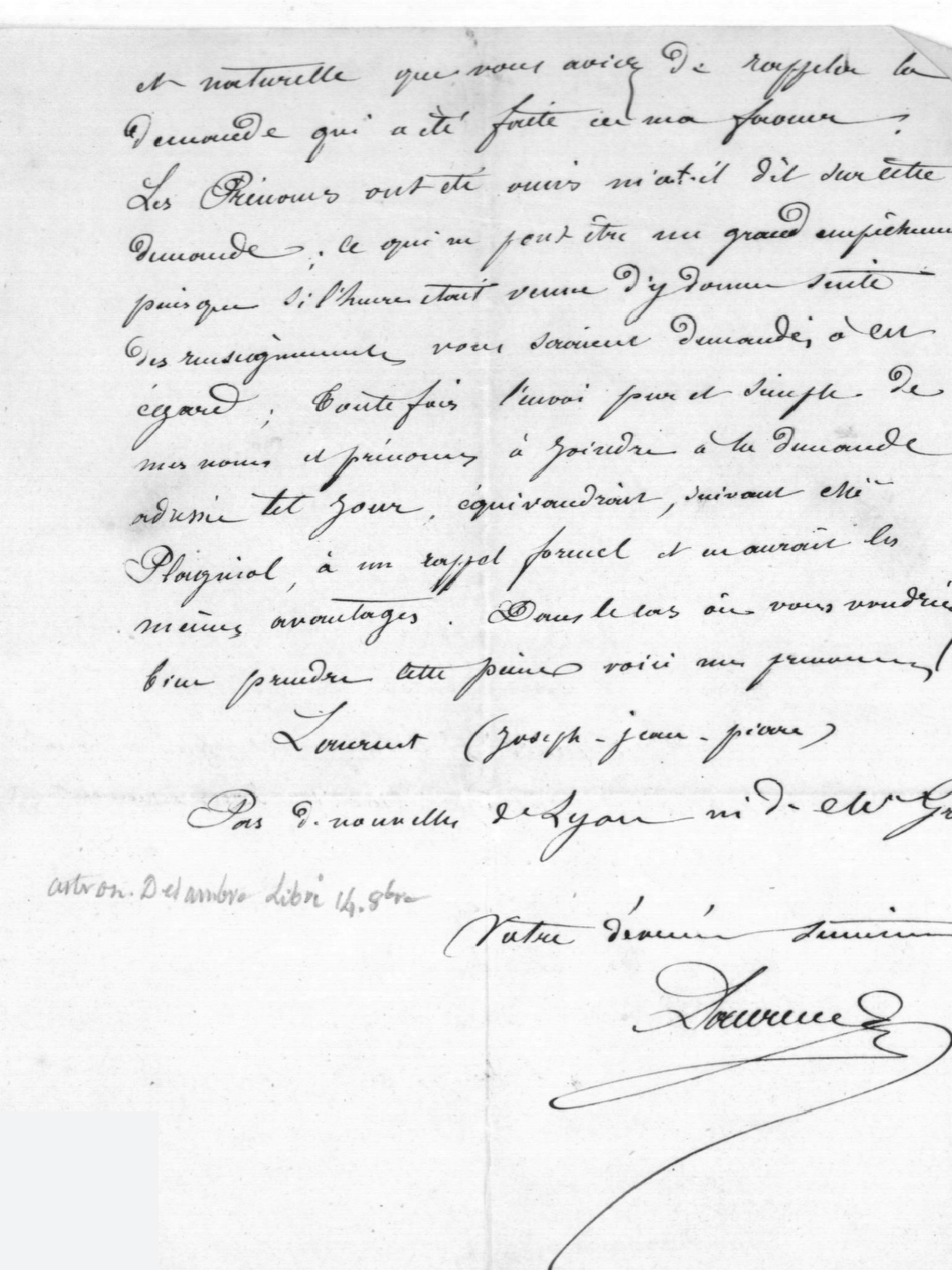
Extrait d'une lettre à Benjamin Valz, du 5 septembre 1858

Joseph Jean Pierre Laurent ou Joseph Laurent, né à Bagnols-sur-Cèze le 31 janvier 1823 et mort à Marseille le 4 mars 1900, est un astronome amateur et chimiste français qui découvrit l'astéroïde (51) Nemausa en 1858.

## Biographie
Il ne fit aucune autre découverte d'astéroïde et on semble connaître peu de choses sur lui. Il fut décrit comme un jeune homme très habile par Édouard Stephan. Il fut décrit comme un élève distingué de l'école marseillaise, astronome amateur, et contrôleur du bureau de garantie de Nîmes.
L'astéroïde fut découvert grâce à l'observatoire privé de la maison occupée auparavant par l'astronome Benjamin Valz, qui la quitta pour devenir le nouveau directeur de l'observatoire de Marseille en 1836. Il confia son ancien observatoire à Laurent, qui découvrit ensuite l'astéroïde. La maison, située au 32 de la rue Nationale à Nîmes, possède une plaque commémorant la découverte.
En 1857, il a été annoncé que M. Valz a entrepris à Marseille la publication de cartes équinoxiales dont l'exécution matérielle est confiée à M. Laurent, de Nîmes,.
Quand Valz signala la découverte de Nemausa dans une lettre aux Comptes rendus des séances de l'Académie des Sciences, il l'a citée comme le premier succès obtenu d'après les nouvelles cartes équinoxiales. L'auteur de ces cartes selon un catalogue serait "J. Laurent".
Laurent reçut le prix Lalande 1858 pour sa découverte, en même temps que d'autres découvreurs.
L’astéroïde (162) Laurentia fut nommé en son honneur.